# Osowo Duże
Osowo Duże (dodatkowa nazwa w j. kaszub. Wiôldźé Òsowò; niem. Groß Ossowo) – osada kaszubska w Polsce na Równinie Charzykowskiej w rejonie Kaszub zwanym Gochami położona w województwie pomorskim, w powiecie bytowskim, w gminie Lipnica. 
W latach 1975–1998 miejscowość administracyjnie należała do województwa słupskiego.
Sołectwo dla tej wsi znajduje się w miejscowości Osusznica.